# Crema (Llombardia)
|  | Per a altres significats, vegeu «bisbat de Crema». |

Crema és un municipi italià a la regió de la Llombardia i a la província de Cremona. L'any 2001 tenia 32.913 habitants. L'any 1818 hi va morir Giuseppe Gazzaniga mentre era el mestre de capella de la seva catedral. L'any 1859, Crema, com tota la resta de la Llombardia, fou annexionada al Regne de Sardenya, i el 1861 amb la unificació d'Itàlia quedà integrada a la província de Cremona, dins el Regne d'Itàlia. L'any 1928, absorbí els municipis d'Ombriano, San Bernardino i de Santa Maria della Croce. Els tortelli cremaschi (turtèi en el dialecte local) són la més coneguda especialitat culinària de Crema; estan fets amb un farcit dolç, que consisteix en grana padano, ametlles, panses i pell de llimona i una arrel típica picant, el mostaccino.

## Fills il·lustres
- Brigida Banti (1757-1806) soprano.
- Giovanni Vailati (1863-1909), matemàtic.
- Giovanni Cesare Pagazzi (1965), arquebisbe titular de Belcastro

## Galeria

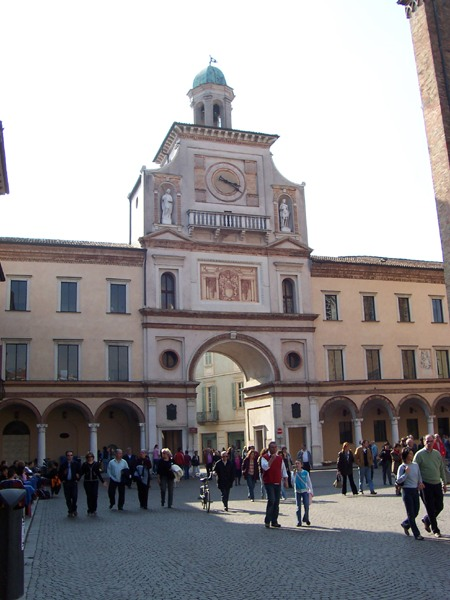
El Torrazzo, palau municipal
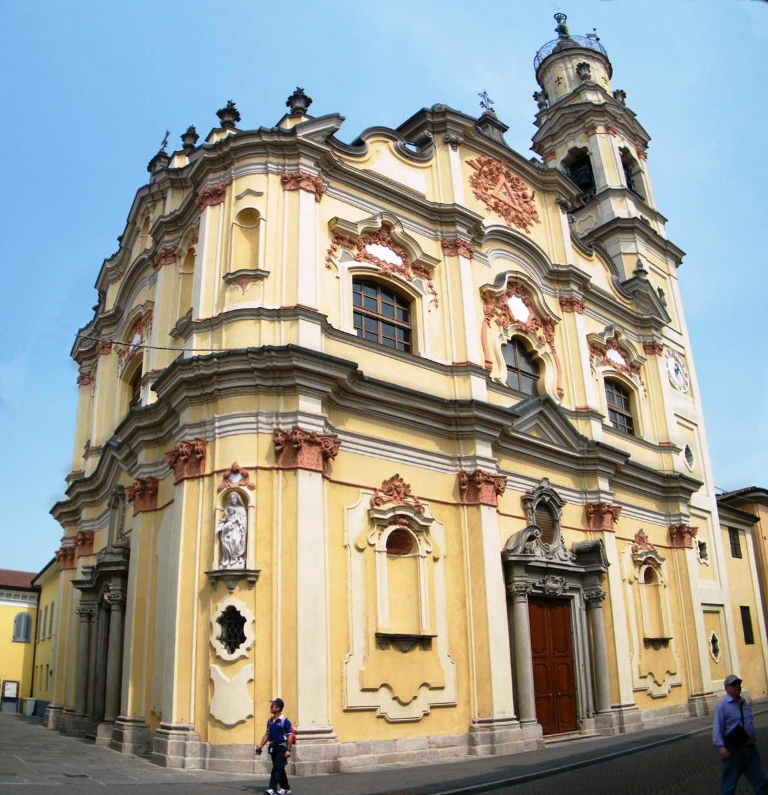
Chiesa Trinità
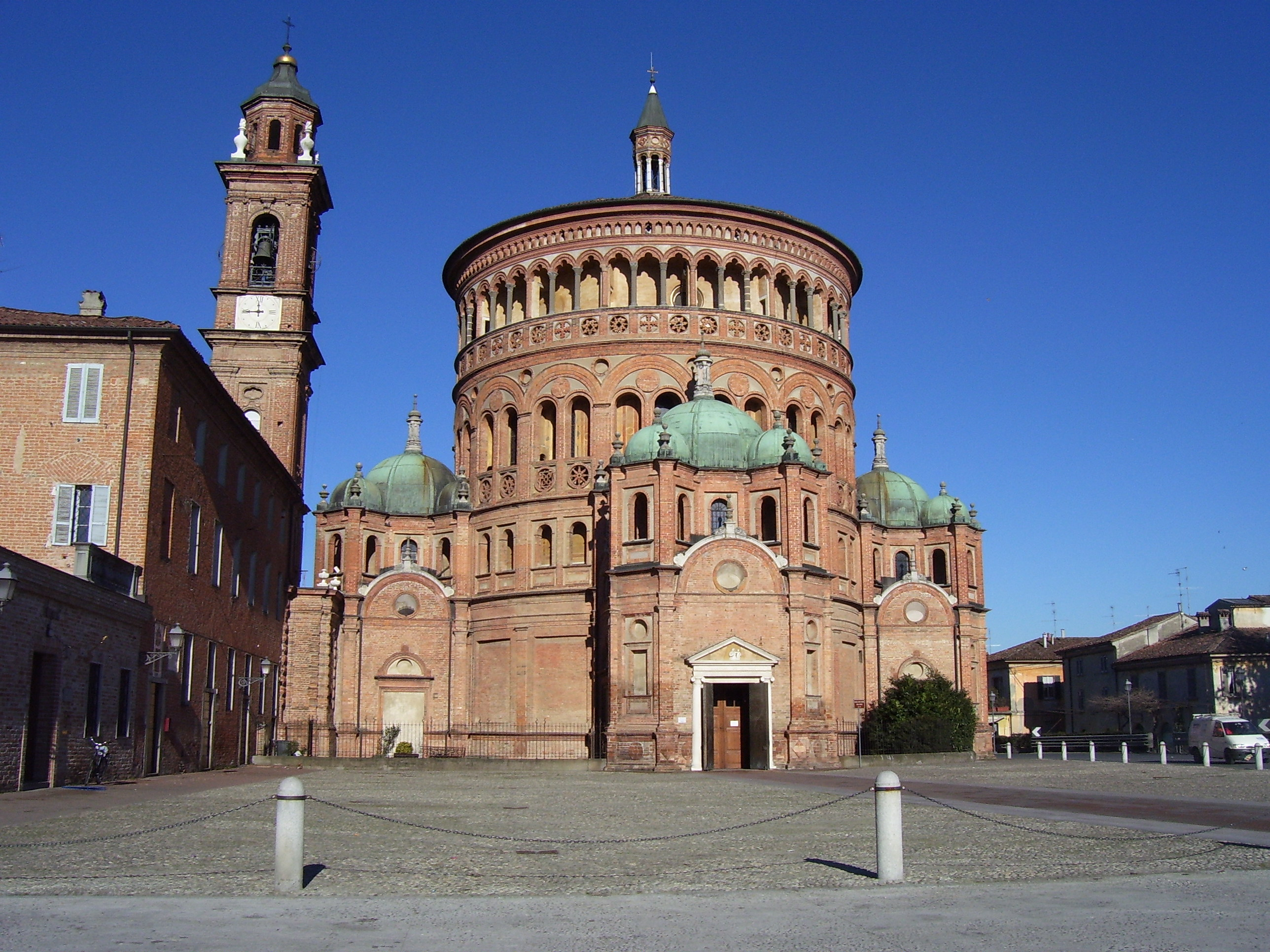
Església de Santa Maria della Croce
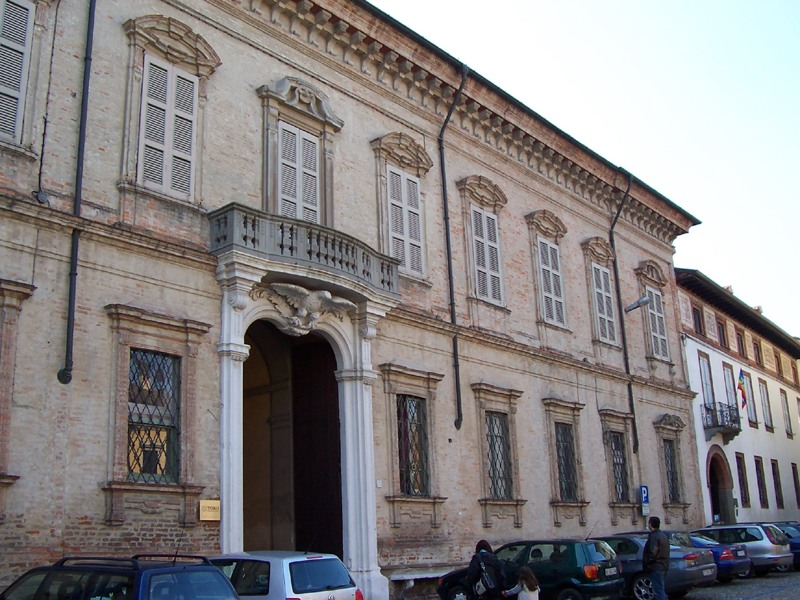
Palau Premoli
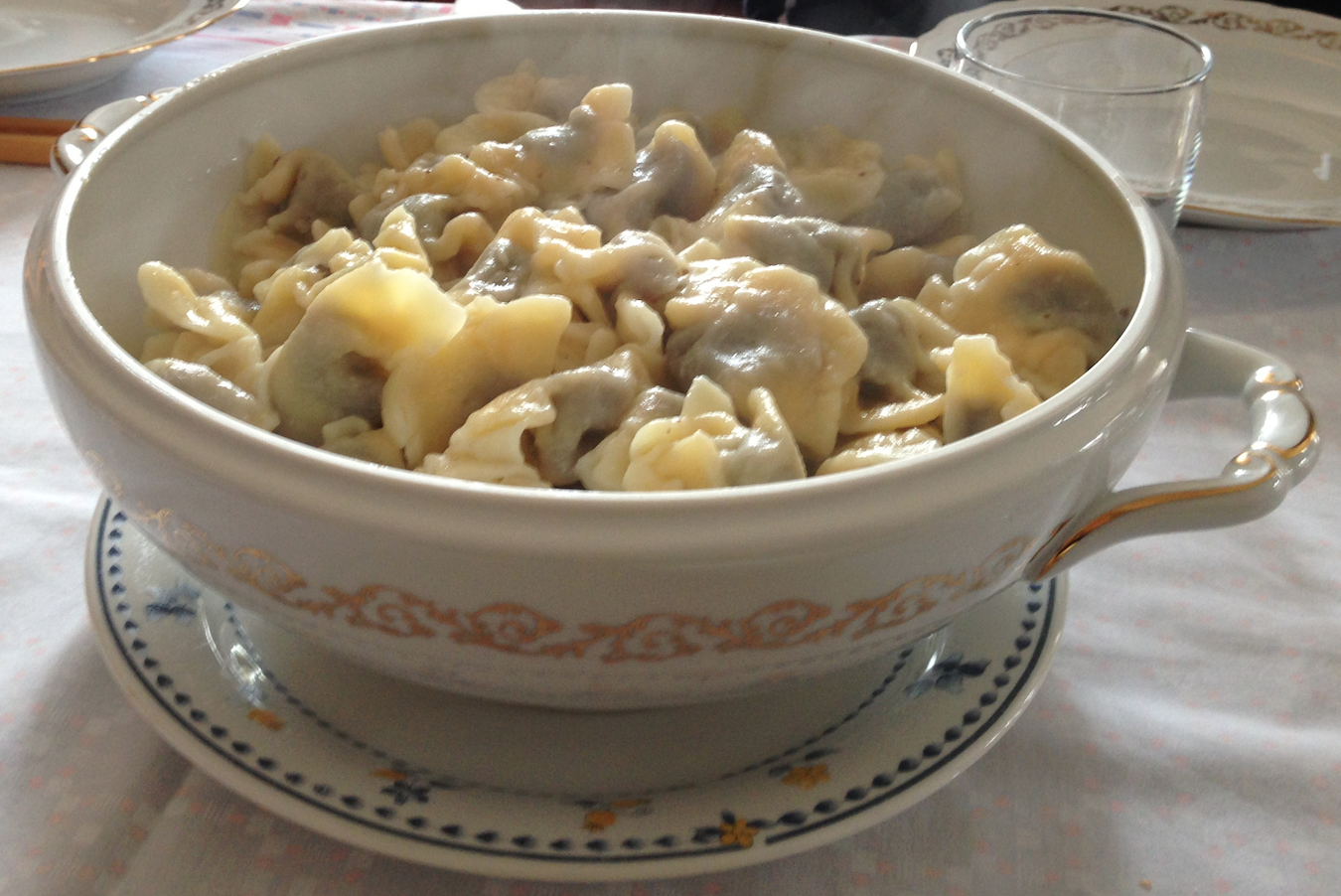
Tortelli cremaschi